# 大阪府立吹田支援学校
大阪府立吹田支援学校（おおさかふりつ すいたしえんがっこう　英称：Osaka Prefectural Suita School with Special Needs Education）は、大阪府吹田市芳野町にある特別支援学校。

## 概要
知的障害のある児童・生徒を主な支援教育の対象にし、小学部・中学部・高等部を設置する。現在の通学区域は吹田市の大半のみとなっている。

## 沿革
前身は1992年に設置された大阪府立高槻養護学校吹田分教室である。吹田市立津雲台小学校の校舎の一部を借用して開校した。
その後現在地に移転し、1998年より大阪府立吹田養護学校として開校した。学校は、吹田養護学校として独立開校した1998年を創立年として位置づけている。
年表
- 1992年4月1日 - 吹田市立津雲台小学校の校舎の一部を借用し、吹田分教室を設置。
- 1996年11月2日 - 校舎建設着工の折衝を始める。この日を創立記念日とする。
- 1996年12月 - 校舎建設工事開始。
- 1998年1月1日 - 大阪府の条例により大阪府立吹田養護学校を設置。
- 1998年3月25日 - 現在地に移転。
- 1998年4月1日 - 大阪府立吹田養護学校として現在地に開校。
- 2008年4月1日 - 学校名を大阪府立吹田支援学校に変更。
- 2010年4月1日 - 大阪府立鳥飼高等学校跡地に鳥飼校（分校）を設置。鳥飼校に高等部を置く。
- 2013年4月1日 - 鳥飼校を廃止（大阪府立摂津支援学校に改編）。同時に通学区域を再編。

## コース授業
高等部2年生および3年生にコース制の授業がある。体育、園芸、家庭・生活、美術、音楽、クラフト、演劇・表現の7コースとなっている。

## 交通
- 地下鉄御堂筋線・北大阪急行 江坂駅 南西へ約1km。
- 阪急バス 芳野町バス停。